# Wytze Patijn
Wytze Patijn (Rotterdam, 1 januari 1947) is een Nederlandse architect.

## Loopbaan
Patijn was van 1993 tot 1995 hoogleraar Architectonisch Ontwerpen aan de Technische Universiteit Delft. Van 1995 tot 2000 was Patijn rijksbouwmeester. In deze functie was hij onder andere auteur van het boekje 'Tips van de Rijksbouwmeester bij de selectie van architecten in het kader van de Europese aanbesteding'. Van 2006 tot november 2010 was hij decaan van de faculteit Bouwkunde van de TU Delft. Daarnaast werkte hij als architect bij KuiperCompagnons in Rotterdam. In 2010 werd Patijn stadsbouwmeester van Delft.